# Julia Vernon
Julia Vernon (* Februar 1965) ist eine britische Maskenbildnerin.

## Leben und Wirken
Julia Vernon arbeitet seit Anfang der 2000er Jahre in der Filmbranche als Friseurin und Visagistin. Ihr besonderer Fokus liegt auf der Maske von Nebendarstellern und Statisten. 2008 gründete sie ihr Unternehmen Wigwoman Limited, das auf Haarstyling, Perücken und Makeup spezialisiert ist.
Für ihre Arbeit an Cruella wurde sie 2022 gemeinsam mit Naomi Donne und Nadia Stacey für einen Oscar in der Kategorie Bestes Make-Up und beste Frisuren nominiert. 2024 erhielt sie gemeinsam mit Jana Carboni, Satinder Chumber und Francesco Pegoretti eine BAFTA-Nominierung für Napoleon in der Kategorie Beste Maske.

## Filmografie
- 2004: Das Phantom der Oper (The Phantom of the Opera)
- 2005: The Rotters’ Club (Miniserie)
- 2005: Lady Henderson präsentiert (Mrs. Henderson Presents)
- 2006: Starter for 10
- 2006: Amazing Grace
- 2007: Elizabeth – Das goldene Königreich (Elizabeth: The Golden Age)
- 2008: Tintenherz (Inkheart)
- 2009: Victoria, die junge Königin (Young Victoria)
- 2009: Creation
- 2010: Wolfman
- 2010: Alice im Wunderland (Alice in Wonderland)
- 2010: Kampf der Titanen (Clash of the Titans)
- 2011: Captain America: The First Avenger
- 2012: Bel Ami
- 2012: Dark Shadows
- 2012: Große Erwartungen (Great Expectations)
- 2012: Les Misérables
- 2014: Maleficent – Die dunkle Fee (Maleficent)
- 2015: Mission: Impossible – Rogue Nation
- 2016: Assassin’s Creed
- 2017: King Arthur: Legend of the Sword
- 2017: Will (Fernsehserie, 1 Folge)
- 2017: Solange ich atme (Breathe)
- 2018: Der Nussknacker und die vier Reiche (The Nutcracker and the Four Realms)
- 2019: Dumbo
- 2019: Rocketman
- 2019: Downton Abbey
- 2019: Maleficent: Mächte der Finsternis (Maleficent: Mistress of Evil)
- 2021: Cruella
- 2021: Die Täuschung (Operation Mincemeat)
- 2022: Phantastische Tierwesen: Dumbledores Geheimnisse (Fantastic Beasts: The Secrets of Dumbledore)
- 2022: Pinocchio
- 2023: Asteroid City
- 2023: Napoleon